# Eurobowl XVI
Der Eurobowl XVI war das Endspiel der 16. Saison der European Football League. Durch den Sieg waren die Bergamo Lions die zweite Mannschaft nach den Hamburg Blue Devils, denen das Kunststück gelang, den Eurobowl dreimal in Folge zu gewinnen.

## Scoreboard
| Eurobowl XVI – Braunschweig; 8.741 Zuschauer | Eurobowl XVI – Braunschweig; 8.741 Zuschauer | Eurobowl XVI – Braunschweig; 8.741 Zuschauer | Eurobowl XVI – Braunschweig; 8.741 Zuschauer     | Eurobowl XVI – Braunschweig; 8.741 Zuschauer     | Eurobowl XVI – Braunschweig; 8.741 Zuschauer     | Eurobowl XVI – Braunschweig; 8.741 Zuschauer     |
| -------------------------------------------- | -------------------------------------------- | -------------------------------------------- | ------------------------------------------------ | ------------------------------------------------ | ------------------------------------------------ | ------------------------------------------------ |
| Team                                         | Team                                         | Punkte                                       | Q1                                               | Q2                                               | Q3                                               | Q4                                               |
| Bergamo Lions                                | Bergamo Lions                                | 27                                           | 0                                                | 13                                               | 7                                                | 7                                                |
| Braunschweig Lions                           | Braunschweig Lions                           | 20                                           | 0                                                | 6                                                | 7                                                | 7                                                |
| Lions                                        | Vikings                                      | Spieler                                      | Spielzug                                         | Spielzug                                         | Spielzug                                         | Spielzug                                         |
| 0                                            | 6                                            | Rafiq Cooper                                 | 8-Yard Pass von Kelvin Love (PAT vergeben)       | 8-Yard Pass von Kelvin Love (PAT vergeben)       | 8-Yard Pass von Kelvin Love (PAT vergeben)       | 8-Yard Pass von Kelvin Love (PAT vergeben)       |
| 7                                            | 6                                            | James Pazak                                  | 90-Yard Kick-Off Return (PAT Vito Lafata)        | 90-Yard Kick-Off Return (PAT Vito Lafata)        | 90-Yard Kick-Off Return (PAT Vito Lafata)        | 90-Yard Kick-Off Return (PAT Vito Lafata)        |
| 13                                           | 6                                            | Charles Tharp                                | 2-Yard Lauf (TPC vergeben)                       | 2-Yard Lauf (TPC vergeben)                       | 2-Yard Lauf (TPC vergeben)                       | 2-Yard Lauf (TPC vergeben)                       |
| 20                                           | 6                                            | Matteo Soresini                              | 56-Yard Pass von Dino Bucciol (PAT Vito Lafata)  | 56-Yard Pass von Dino Bucciol (PAT Vito Lafata)  | 56-Yard Pass von Dino Bucciol (PAT Vito Lafata)  | 56-Yard Pass von Dino Bucciol (PAT Vito Lafata)  |
| 20                                           | 13                                           | Rafiq Cooper                                 | 8-Yard Pass von Kelvin Love (PAT Marko Rothaar)  | 8-Yard Pass von Kelvin Love (PAT Marko Rothaar)  | 8-Yard Pass von Kelvin Love (PAT Marko Rothaar)  | 8-Yard Pass von Kelvin Love (PAT Marko Rothaar)  |
| 27                                           | 13                                           | Charles Tharp                                | 62-Yard Lauf (PAT Vito Lafata)                   | 62-Yard Lauf (PAT Vito Lafata)                   | 62-Yard Lauf (PAT Vito Lafata)                   | 62-Yard Lauf (PAT Vito Lafata)                   |
| 27                                           | 20                                           | Rafiq Cooper                                 | 31-Yard Pass von Kelvin Love (PAT Marko Rothaar) | 31-Yard Pass von Kelvin Love (PAT Marko Rothaar) | 31-Yard Pass von Kelvin Love (PAT Marko Rothaar) | 31-Yard Pass von Kelvin Love (PAT Marko Rothaar) |